# Povijest Irana
Povijest Irana se općenito odnosi povijest Velikog Irana, odnosno teritorija na kojem su živjeli ili žive brojni iranski narodi.

## Stari vijek

### Ahemenidska dinastija
Kir Veliki došao je na vlast u Anšanu 559. pr. Kr. kao nasljednik svoga oca Kambiza I., te je ujedinio nekoliko perzijskih i iranskih skupina. On je također stupio u bliže odnose s Babilonom koji se u to doba pobunio protiv Medijaca, koji su vladali nad Perzijancima. Godine 549. pr. Kr. porazio je medijskoga kralja Astijaga, ušao u Ekbatanu i postao kraljem Medijaca i Perzijanaca. Došavši na vlast Kir Veliki započinje osvajačke ratove. Kroz sljedeće dvije do tri godine osvaja Lidiju i grčke gradove u Joniji.
Nastavlja osvajačke pohode krećući se prema istoku i proširuje granice carstva do Baktrije i Sogdijane i uz rijeku Sir Dariju. Nakon što je zavladao Anatolijom i proširio istočne dijelove carstva Kir je svoju pažnju usmjerio na Babilon, te ga osvaja početkom listopada 539. pr. Kr. Ova je pobjeda Kiru donijela, ne samo Mezopotamiju, nego i cijelo Babilonsko kraljevstvo, koje se protezalo do granica Egipta. Nakon što je osvojio Babilon dao je sastaviti popularni Kirov cilindar koji se danas smatra prvim dokumentom o ljudskim pravima u povijesti. Prilikom povratka u Iran Kir Veliki poginuo je u vojnom pohodu protiv Skita na sjeveroistočnoj granici 529. pr. Kr., dok drugi izvori navode kako je umro mirno u perzijskoj prijestolnici. Njegovo tijelo prenijeto je u Pasargad, glavni grad što si ga je sam izgradio, navodno na mjestu njegove pobjede nad Astijagom.
Nakon smrti Kira Velikog 529. pr. Kr. na vlast je došao njegov sin Kambiz II. Četiri godine kreće na Egipat i napreduje sve do iza Prvog katarakta, a na zapad do Cirene. Preuzimajući egipatske običaje, proglasio se faraonom.
Međutim 522. pr. Kr. do njega je doprla vijest o pobuni u Perziji. Dok je putovao iz Sirije u Perziju, Kambiz II. nesretnim je slučajem poginuo. Njegov kopljonoša Darije koji je potjecao iz jednog ogranka ahemenidske dinastije, nastavio je put prema Perziji i uspješno ugušio ustanak.
U prvim godinama svoje vladavine Darije I. Veliki krenuo je prema Indiji, gdje je pripojio Sind. U njegovo je doba Perzijsko Carstvo doživjelo najveći procvat i najveću teritorijalnu ekspanziju antičkog doba, što je uključivalo zemlje od rijeke Ind na istoku do Libije na zapadu.
Darije I. izvršio je i teritorijalnu podjelu carstva na dvadesetak satrapija. Na čelu njih su bili satrapi koji su bili ili članovi perzijskih uglednih obitelji ili predstavnici lokalnog stanovništva. Darije premješta prestolnicu iz Pasargada u Perzepolis, gdje gradi svoj dvor.
Pred kraj Darijeve vladavine počeo je lokalni sukob s Grcima. Deset godina nakon pobune i njenog gušenja u grčkim gradovima Jonije, Darije Veliki poslao je vojsku u Grčku 490. pr. Kr. Međutim, Perzijanci su poraženi na Maratonu. Darije I. Veliki umro je 486. pr. Kr.
Darija Velikog nasleđuje njegov sin Kserkso I. (486. – 465. pr. Kr.). Novi je vladar ugušio pobunu u Egiptu 485. pr. Kr., a tri godine kasnije i u Babilonu. U oba je slučaja svoju pobjedu popratio okrutnošću, a onda je 480. pr. Kr. s vojskom od 70.000 ljudi Kserkso I. krenuo u veliki pohod na Grčku, gdje je u znak odmazde sravnio sa zemljom Atenu i Eretreju koji su pomgali jonski ustanak. Grčko-perzijski ratovi završili su 449. pr. Kr. Kalijinim mirom, nakon Kserksove smrti. Drugi dio Kserksove vladavine bio je u znaku gradnje u Perzepolisu i haremskih spletki, što je dovelo do atentata na njega 465. pr. Kr. Za vladavine sljedeća tri kralja, vodio se Peloponeski rat između Sparte i Atene, a Perzija je pomagala čas jednoj čas drugoj strani.
Kraljevski gradovi Pasargad, Perzepolis i Suza bili su i središta kulture i umjetnosti. Dok je religiozno graditeljstvo bilo siromašno i trijezno, u skladu sa zoroastrizmom, u ovim je gradovima zamjetan sjaj i prostranstvo kraljevskih palača, sagrađenih od kamena i sjajno ukrašenih, položenih na umjetnu uzvisicu, pogodnu za obavljanje religijskih i građanskih svečanosti. Upadljiva je važnost koju u njima imaju trijemovi i apadanas, velika, natkrivena prijestolna dvorana.
Veliki uticaj na perzijsku umjetnost imale su civilizacije njihovih susjeda: Asirije, Egipta i Babilona. Veliki niski reljefi isklesani u kamenu kojima su ukrašene kraljevske grobnice i podnožja terasa preuzeti su od Asiraca, dok je Darijeva palača bogata monumentalnim frizovima od bojene opeke uobičajene u Babilonu. Posebno je bilo razvijeno zlatarstvo, u kojemu se odražavala animalistička mašta stepskih naroda, te se putem slobodnih i naglih pokreta pretvaralo u elegantne oblike.
Od kasnog 5. st. Perzijsko Carstvo bilo je žarište stalnih sukoba i pobuna. 405. pr. Kr. uspjela je pobuna u Egiptu; tri godine kasnije Kir Mlađi, brat kralja Artakserksa II. (405. – 359. pr. Kr.), unajmio je deset tisuća grčkih plaćenika i krenuo na istok zauzeti vlast, no u tom je pothvatu poražen. Artakserkso je vratio satrapije satrapima koji su se pobunili 373. pr. Kr. Vladavine posljednjih kraljeva počinjale su i završavale ubojstvima. 336. pr. Kr. spletkarenje eunuha Babosa na prijestolje je dovelo Darija III. Pet godina kasnije carstvo je zauzeo Aleksandar Veliki, te ono postaje dio novog helenističkog svijeta.

### Helenističko razdoblje (330. – 150. pr. Kr.)
U samo osam godina Ahemenidsko je Carstvo palo pod napadima Aleksandra Makedonskog. Nakon pobjede nad vojskom Darija III. u bitci kod Isa, zauzet je grad Suza, a posljednji otpor Ahemenidi pružaju kod "Perzijskih vrata" blizu kraljevske palače u Perzepolisu. Otada počinje širenje helenističke kulture u Perziji.
Ubrzo nakon Aleksandrove smrti carstvo se raspalo, a njime su zavladali dijadosi, Aleksandrovi vojskovođe, koji postaju i osnivači dinastija. Perzijom vlada dinastija Seleukovića.
Sve do 250. pr. Kr. skupa s kolonizatorima u Perziju prodire grčki jezik, filozofija i umjetnost, a grčki postaje jezikom diplomacije i književnosti. Jačaju trgovinske veze s okolnim zemljama, pa i onima na istoku. Sve je ravijeniji Put svile prema Kini, a iz Indije prodire budizam, dok je zoroastrizam na zapadu izvršio utjecaj na judaizam.
Pad kraljevstva Seleukovića započeo je dosta rano. Istočne pokrajine Baktrija i Partija osamostalile su se 238. pr. Kr., a samo je vojna vještina Antioha III. spasila Perziju od invazije Parta. No, tada Rimska republika počinje napadati kraljevstvo Seleukovića, dok se u isto vrijeme u Judeji događa pobuna Makabejaca, a na istoku se širi kraljevstvo Kušana. Na koncu je Iranom ovladala arsakidska dinastija].

### Partsko Carstvo (150. pr. Kr. – 226.)
Parti su od 238. pr. Kr. bili neovisni o Seleukovićima, no 170. pr. Kr., dolaskom na prijestolje Mitridata I. iz dinastije Arsakida pod njima se ujedinjuju iranske zemlje, te u gornjem toku Eufrata počinju dijeliti granicu s Rimskim Carstvom. Tako ove dvije države postaju ozbiljni takmaci, osobito oko prevlasti nad Armenijom. Teško naoružana partska konjica, podržana vještim strijelcima, bila je dostojan suparnik Rimljana, što se i vidjelo u nizu bitaka, poput one u kojoj je partski vojskovođa Surena, u bitci kod Harana pobijedio Marka Licinija Krasa, upravitelja Sirije. Mezopotamija se u to doba pretvorila u pravo bojno polje.
U ovom je razdoblju helenistička kultura počela popuštati pred izvornim perzijskim običajima. Ipak, partskoj je državi nedostajalo jedinstvo. Vlast je dijelilo sedam klanova koji su se ujedinili u savez, prema kojem je svaki od ovih klanova vladao po jednom pokrajinom. Do 1. stoljeća pr. Kr. Partija je sasvim decentralizirana, a njezinim su područjima, kao feudima, vladali lokalni velikaši, dok su zemlju sve više iscrpljivali ratovi s Rimljanima na zapadu i Kušanima na sjeveroistoku.
Kraljevi su u takvoj situaciji bili prisiljeni davati sve više samostalnosti lokalnim moćnicima, a vazali nisu više bili pokorni kralju. Ipak, posljednji partski kralj Artaban IV. (216. – 224.) uspio je donekle povratiti staru moć, no to nije dugo trajalo. Perzijski kralj vazal, Ardašir, pobunio se 224. godine i zauzeo Ktezifont, što je označilo i kraj Partskoga Carstva.

### Sasanidsko Carstvo (226. – 650.)
U samo dvije godine Ardašir I. postao je perzijskim šahom, kao prvi vladar iz pokrajine Pars nakon Ahemenida, zbog čega su se on i njegovivi nasljednici vidjeli kao nasljednici velikih vladara, Kira i Darija. Nova je dinastija nazvana Sasanidima po Ardaširovu djedu.
Njihova je politika bila bitno osvajačka, tako da su povratili krajeve što su ih Partima bili oduzeli Kušani, te nastavili sukobe s Rimskim Carstvom. Jednom su prilikom 260. godine čak i zarobili rimskog cara Valerijana.
Svoju snagu i dugotrajnost Sasanidsko Carstvo zahvaljuje snažnoj centraliziranosti, za razliku od prethodnog partskog razdoblja. Društvo je bilo jasno podijeljeno na kaste, gdje su na vrhu društvene ljestvice bili svećenici, slijedili su ih vojnici, potom pisari i konačno pučani. Zoroastrizam je postao službenom državnom religijom i to ne samo u Perziji, nego se širio i ostalim osvojenim pokrajinama. Ostale su religije povremeno progonjene. Posebno je to bio slučaj s Katoličkom Crkvom (tada još jedinstvenom prije raskola 1054. godine), djelomično i stoga što je od 4. st. postajala službenom religijom Rimskog Carstva. S druge strane, Asirska Crkva Istoka, koja se 431. odvojila od Katoličke Crkve bila je tolerirana, a ponekad i potpomognuta.
Veliko širenje carstva pridonijelo je njegovoj sve većoj nestabilnosti, te su krajem 5. st. njegove istočne dijelove osvojili Bijeli Huni. Unutar Perzije dogodila si i pobuna sljedbenika filozofa Mazdaka (umro oko 529.) koji je naučavao mješavinu dualizma i manihejstva, te oštro napadao strogu društvenu podjelu u carstvu. Ipak, Hozroje I. (531. – 579.) uspijeva povratiti vlast u državi, te je proširiti do Antiohije i Jemena. Za njegovih će nasljednika, osobito za Hozroja II. Parviza (590. – 628.), carstvo obuhvatiti čitav Bliski istok i Egipat, pri čemu je postalo teritorijalno najveće na svijetu. No, rat s Rimljanima, koji je tome uslijedio, doveo je do daljnjeg slabljenja Perzijskog Carstva. O pobijedi rimskog cara Heraklija u tom ratu govori i Kuran, koji spominje "pobjedu vjernikâ", jer su Rimljani bili monoteisti, za razliku od Sasanida koji su, kao sljedbenici zoroastrianizma, bili dualisti.
U to doba rasula Sasanidskog Carstva, raste moć arapskog kalifata, što će za Perziju označiti novo doba.

## Srednji vijek

### Arapska vlast i islamizacija (650. – 1037.)
U osvajanjima od 643. do 650. Arapi osvajaju gotovo čitavo područje Perzije, a posljednji sasanidski vladar Jezdegerd III. još desetak godina pokušava vratiti zemlju pod svoju vlast. U tome najprije traži pomoć Turaka i Tatara, no muslimani ih s lakoćom pobjeđuju. Potom se obraća za pomoć Kinezima, no oni se odbijaju uplesti. Do danas se povjesničari ne slažu je li Jazdegerd živio u već osvojenoj Perziji ili negdje na njezinim rubnim područjima. Računa se da s arapskom vlašću za Perziju započinje Srednji vijek.
Zahvaljujući prostranstvu i bogatstvu velike države u kojoj se našla, Perzija u ovom razdoblju daje niz značajnih mislilaca koji će, mnogo kasnije, utjecati na europsku renesansnu misao. Među njima su brojni liječnici i filozofi, poput Avicene, astronomi, književnici, kemičari (npr. Zaharija Razi, koji je otkrio alkohol) i matematičari (npr. Al-Kvarizmi, koji je izumio algoritam i algebru).

### Omejidi
Perzija do 650. godine postaje dijelom velikog Omejidskog Carstva koje se prostire od Iberijskog poluotoka do rijeke Inda i od Aralskog jezera do Arapskog poluotoka. Središte carstva bio je Damask u Siriji.
Za vrijeme svoje vlasti, Omejidi su preuzeli perzijski oblik državne organizacije, no i njihov je utjecaj na Perziju bio zamjetan. Arapski postaje glavni jezik službene komunikacije, a zoroastrizam je zamijenjen islamom, te se počinju graditi džamije. Ipak, prvih stotinu godina arapske vlasti nisu se promicala masovna obraćanja na islam, a nemuslimanskom stanovništvu bili su nametnuti porezi i posebna pravila odijevanja. Među prvim obraćenicima nalaze se velikaši i državni dužnosnica, a polako ih u tome slijedi i seljaštvo. Do kraja 10. stoljeća većina je Perzijanaca prihvatila islam i to u njegovoj sunitskoj inačici.
Perzijski se jezik pokazao otpornijim od ostalih jezika nad kojima je premoć odnio arapski, pa se u ovom razdoblju počeo razvijati prema današnjem iranskom jeziku, uključujući arapske riječi i prešavši s posebne inačice aramejskog pisma, kojim se dotad služio, na arapsko pismo.

### Abasidi, Samanidi i Bujidi
Godine 750. Omejide zamjenjuju Abasidi, a Iran ima sve veću ulogu u državnoj upravi. Kalif Al-Mamun (813. – 833.), čija je majka bila Perzijanka, seli prijestolnicu iz arapskih krajeva u Merv na istoku Perzije u današnjem Turkmenistanu. Isti kalif u Bagdadu osniva "Dom mudrosti", po uzoru na perzijsko učilište u Gundišapuru iz sasanidskoga razdoblja.
Godine 819. istočnu Perziju osvajaju Samanidi, prva izvorno perzijska dinastija nakon arapskog osvajanja. Njihova su središta bila Samarkand, Buhara i Herat, a u njihovo doba ponovno oživljavaju perzijski jezik i kultura. Pjesnik Firdusi u to doba piše svoju epsku zbirku Šahnama o perzijskim vladarima.
Istovremeno, na zapadu Irana vladaju Bujidi – iranski savez plemena s obala Kaspijskog jezera. Njihovom prijestolnicom postaje iranski grad Širaz.
Bio je to početak kraja islamskog teritorijalnog jedinstva na Bliskom istoku.

### Turska i mongolska vlast (1037. – 1500.)
Ovo je razdoblje označilo kraj arapske vlasti i početak samostalnog razvoja Perzije.

### Seldžuci (1037. – 1219.)
Turci Seldžuci 1037. prodiru sa sjeveroistoka na područje Perzije, te stvaraju veliko bliskoistočno carstvo. Pod Malik Šahom I. (1072. – 1092.) i njegovom dvojicom perzijskih vezira Nizam al-Mulkom i Taj al-Mulkom, seldžučka se država proširila do krajnjih granica nekadašnjeg Perzijskog Carstva prije arapskih osvajanja, te je graničila s Kinom na istoku i Bizantskim Carstvom na zapadu.
Nakon Malik Šahove smrti država je podijeljena između njegove četvorice sinova, no treći od njih, Ahmed Sandžar, nezadovoljan svojim dijelom, preuzima čitavo carstvo, što ostala braća ne priznaju. Mahmud II. proglašava se sultanom sa sjedištemu u Bagdadu. Ahmed Sandžar pao je 1153. u zarobljeništvo nomadskih Turaka u kojem 1156. i umire.
Carstvo je otada u stalnom raspadanju i više se nikad neće proširiti do svojih prvotnih granica, u čemu će ih spriječiti i križari. Nakratko je, krajem 12. st., Torgul III. bio sultan svih Seldžuka, osim Anadolije, no pobijedit će ga Šah Horezma, Ala ad-Din Tekiš. Od velikog carstva ostat će još samo Sultanat Ruma u Anadoliji, a 1260. i njega osvajaju Mongoli koji ga dijele na manje emirate, od kojih je jedan bio prethodnica Osmanskoga Carstva.
U doba Seldžučkoga Carstva u Perziji je cvala srednjovjekovna islamska kultura i umjetnost. Djelovao je, primjerice, poznati perzijski pisac ljubavne poezije Omar Khajjam, a nastala su i zapažena arhitektonska djela poput džamije u Isfahanu. U likovnoj umjetnosti, posebice kod ilustriranja rukopisa, počinje se uvoditi prikazivanje ljudskih likova.

### Vlast Mongola i njihovih nasljednika (1219. – 1500.)
Džingis-kan, vođa Mongola, 1218. šalje svoje poslanike i trgovce u grad Otrar koji je pripadao Horezmu. Upravitelj grada ih pogubljuje a Mongoli pljačkaju Otrar i nastavljaju sve do Samarkanda i ostalih gradova na sjeveroistoku. Džingis-kanov unuk Hulagu-kan između 1255. i 1258. osvaja Horezm, Bagdad i veći dio Bliskog istoka, a područje Irana postaje ilkanat, pokrajina ogromnog Mongolskog Carstva, a od 1295. postaje neovisan.
Vladari ilkanata bili su zaštitnici umjetnosti i znanosti, koje su se razvijale u najboljoj tradiciji iranskog islama.
Oko 1370. pojavljuje se novi osvajač, Tamerlan, koji nastoji obnoviti Mongolsko Carstvo. Samo u Isfahanu pobio je 70.000 ljudi i izgradio kule s njihovim lubanjama. Nakon njegove smrti (1405.) Iran ostaje u ruševinama, a kroz sljedećih stotinu godina podijeljen je na male emirate kojima vladaju Tamerlanovi nasljednici.

### Safavidi (1500. – 1722.)
Na području Iranskog Azarbejdžan, u gradu Ardabilu porasla je u međuvremenu moć Ismaila I. (1487. – 1524.), potomka perzijskog sufija Safi al-Dina (1252. – 1334.). Kao jednogodišnji dječak Ismail je ostao bez oca koji je bio vođa lokalnih šijita. Vrlo mlad, kao trinaestgodišnjak, proglašava se 1500. šahom sa sjedištem u Tabrizu, te ponovno ujedinjuje u jedinstvenu državu čitava područja današnjeg Irana, Azerbajdžana i Iraka, te dobar dio Afganistana. Na taj način osniva dinastiju Safavida. Širenje Safavida prema zapadu zaustavit će Osmansko Carstvo u bitci kod Čaldirana 1514. godine.
Nakon sedamdesetak godina kaosa u državi 1588. na prijestolje stupa šah Abas I., s čime počinje kulturna i politička obnova. Glavni grad premješten je u Isfahan, koji ubrzo postaje jednim od najznačajnijih kulturnih središta islama. Procvat je omogućen i sklapanjem mira s Turcima.
Za safavidske vlasti šijitska inačica islama postaje službena vjera u carstvu, a Iran postaje najvećom šijitskom državom u muslimanskom svijetu, što će Iran ostati sve do danas. Ovo je i razdoblje procvata umjetnosti, osobito slikarstva, s bogatstvom tema, te arhitekture.
Sporazumom s Osmanskim Carstvom iz 1639. određene su zapadne granice suvremenog Irana.

### Kadžari (1722. – 1914.)
Iran se 1722. istovremeno našao u ratu s Ruskim i Osmanskim Carstvom, no uspio se othrvati. Ipak, safavidska je dinastija znatno oslabila. Nakon pokušaja nametanja šijitskog islama sunitskim Afganistancima, posljednji je safavidski šah iste godine ubijen. Otada počinju česte promjene na čelu države, a Perzija nespremna dočekuje europska kolonijalna osvajanja.
Tridesetih i četrdesetih godina 18. stoljeća Nader-šah će naznačiti kratkotrajnu obnovu carstva koje će osvojiti sjever Indije i postati najbogatije carstvo u odnosu na ostatak svijeta, no nakon njegove smrti na vlast dolazi slaba zandijska dinastija. Ponovno dulje vrijeme stabilnosti nastupit će za vladavine kadžarske dinastije u razdoblju od 1785. do 1925. Ipak, Iran je ekonomski slab i sve više ovisi o velikim silama: Rusiji na sjeveru, i Britanskim Carstvom u Indiji. Svaka od tih sila od nekadašnjeg je perzijskog teritorija zauzela dio za sebe: Rusija je osvojila Azerbajdžan, Turkmenistan i Uzbekistan, Britanija Bahrein, a obje sile dijelove Afganistana. Na koncu će 1907. sklopiti Anglo-rusku konvenciju, prema kojoj je podijeljen i sam teritorij Irana na zone ekonomskog utjecaja. Osniva se i Anglo-perzijska naftna kompanija, te počinje crpljenje nafte na jugozapadu Irana.

## Moderno doba

### Od Prvog svjetskog rata do modernog Irana
Za Prvog svjetskog rata na području Irana vodile su se bitke ponajprije između Rusije i Osmanskog Carstva, i to oko kontrole naftnih polja. Nakon Oktobarske revolucije u Rusiji, Turci uspijevaju dobiti premoć, a stanovništvo Kavkaza i zapadne Perzije prepušteno je gladi. 1918. Britanci uspijevaju malobrojnim jedinicama odvratiti združene njemačke i turske jedinice i zaštititi naftna polja gotovo do kraja rata. Tijekom rata njemački su špijuni čak proširili u Perziji glasine da je njemački car Vilim II. prešao na islam, ne bi li tako pridobili naklonost naroda. Ipak Perzija je ostala pod britanskim, a ubrzo i sovjetskim utjecajem.
Godine 1925. dinastiju Kadžara svrgava Reza-šah Pahlavi te osniva novu dinastiju. Želi modernizirati Iran, ali ostaje pod dominantnim utjecajem stranih sila.
Za vrijeme Drugog svjetskog rata Reza Šah Pahlavi proglašava neutralnost. Budući da je odbio protjerati iz zemlje njemačke inženjere, koje su saveznici smatrali špijunima, Britanci i Sovjeti u kolovozu 1941. okupiraju Iran, a Rezu Pahlavija šalju u egzil. Na prijestolje 16. rujna 1941. postavljaju njegova sina M. Rezu Pahlavija, koji će nakon rata nastaviti s modernizacijom zemlje.

### Islamska revolucija i islamska republika
Nakon mjeseci demonstracija i prosvjeda protiv njegovog režima, Muhamed Reza Pahlavi napustio je Iran 16. siječnja 1979. godine. 1. veljače 1979. Ruholah Homeini vratio se u zemlju nakon 15 godina egzila. Nakon proglašenja neutralnosti oružanih snaga u revoluciji, Homeini je proglasio kraj monarhije 11. veljače, te uspostavio prijelaznu vladu.
Iako je među stanovništvom većinom vladalo pozitivno raspoloženje zbog odlaska šaha, postojalo je mnogo nesuglasica oko budućnosti Irana. Iako je Homeini bio najpopularnija politička figura, postojalo je više revolucionarnih skupina, od kojih je svaka imala drugačiji pogled na budućnost zemlje. Grupe su uključivale liberale, marksiste, anarhiste i laike, uz veliki broj vjerskih skupina koje su tražile modeliranje iranske budućnosti.
Teolozi su bili prvi koji su uspostavili red u zemlji uz pomoć lokalnih odbora. Poznati pod imenom Branitelji revolucije od svibnja 1979., ove skupine su brzo dobile moć na lokalnoj razini po cijelom Iranu, te time i najveći dio moći na sveukupnoj razini. Uz pomoć revolucionarnih sudova koji su uspostavljeni, eliminirane su ključne ličnosti iz starog režima, kao i protivnici iz drugih skupina. Krajem 1979. organiziran je referendum, na kojem je uspostavljena islamska republika po Homeinijevom nacrtu, s vrhovnim vođom na čelu.
Zbog iranske talačke krize (okupacija veleposlanstva Sjedinjenih Američkih Država u Teheranu između 4. studenog 1979. i 20. siječnja 1981. i uzimanje osoblja kao talce) Carterova administracija je prekinula diplomatske veze s Iranom, te nametnula 7. travnja 1980. gospodarske sankcije. 22. rujna 1980., iskorišćujući slabost iranskih oružanih snaga pod novim islamskim režimom, Irak napada Iran. Službena politika SAD-a tražila je izolaciju Irana. SAD i njezini saveznici pružili su oružje i tehnologiju režimu Sadama Huseina koji je htio osvojiti naftna polja u Huzestanu. Članovi Reganove administracije potajno su prodavali oružje i dijelove Iranu, što je poznato pod nazivom Iran-Contra afera. Iran je pristao na poštovanje prekida vatre kojeg je zahtijevala 598 rezolucija Vijeća sigurnosti UN-a 20. srpnja 1987. godine. 15. kolovoza 1990. Sadam Husein je pristao vratiti se na dogovore iz Alžira iz 1975., tj. status quo ante bellum.
Nakon Homeinijeve smrti 3. lipnja 1989., Vijeće stručnjaka prihvatilo je Alija Hameneija kao vođu revolucije. Njegovim dolaskom na vlast ustav je promijenjen.
Tijekom Zaljevskog rata 1991. godine, Iran je ostao neutralan (dopustio je jedino prisutnost iračkog zrakoplovstva i ulazak iračkih izbjeglica na svoj teritorij).
Revolucija, nakon koje je slijedio rat s Irakom ostavili su velike posljedice na gospodarstvo zemlje koje su vodili pragmatičari kao Hašemi Rafsandžani, koji je izabran kao predsjednik 1987., te 1991. godine. Krah gospodarske politike i modernizacije iranske države doveo je do izbora umjerenjaka Muhameda Hatamija na mjesto predsjednika 1997. godine. Njegovu vladavinu obilježile su nesuglasice između društva koje je zahtijevalo promjene i svećenstva koje je željelo zadržati svoju moć. Ova situacija doseže svoj vrhunac u srpnju 1999., kada su na ulicama Teherana i drugih većih gradova izbili masovni protesti protiv vlasti. Hatami je ponovno izabran 2001. godine, ali konzervativne struje u iranskom parlamentu destabilizirale su njegov reformatorski pokret.
2005. godine, na mjesto predsjednika države izabran je konzervativni gradonačelnik Teherana, Mahmud Ahmadinežad. Njegov mandat obilježava kontroverzni nuklearni program i tvrda vanjska politika.

## Poveznice
- Iran
- Veliki Iran
- Terminologija Irana i Perzije
- Islamska umjetnost i arhitektura
- Iran u međunarodnim statistikama: Povijest

## Vanjske poveznice
- Iranski kulturni centar u Zagrebu: O Iranu - Povijest  Arhivirana inačica izvorne stranice od 15. siječnja 2014. (Wayback Machine)

Sestrinski projekti
|  | Zajednički poslužitelj ima još gradiva o temi Povijest Irana |